# Sven-Göran Eriksson
Pour les articles homonymes, voir Eriksson.
Sven-Göran Eriksson , né le 5 février 1948 à Sunne dans le comté de Värmland (Suède) et mort le 26 août 2024, est un entraîneur de football suédois.

## Biographie
Sven-Göran Eriksson a été joueur de football dans les divisions suédoises inférieures, au KB Karlskoga et au Degerfors IF, avant de devoir prendre une retraite prématurée à la suite d'une blessure au genou en 1975. Il devient alors entraîneur adjoint puis entraîneur de l’équipes de Degefors, faisant passer cette équipe de la troisième à la première division en trois ans.
Ce succès lui permet d'entraîner l'IFK Göteborg en 1979 qu'il mènera jusqu'à la victoire en Coupe UEFA en 1982. Il poursuivra alors sa carrière au Portugal et en Italie, remportant nombre de titres dont la toute dernière Coupe des vainqueurs de coupe en 1999 avec la Lazio de Rome, et échouant en finale de la Ligue des champions 1990 avec le Benfica Lisbonne.
Il devient en 2001 le premier étranger à être nommé sélectionneur de l'équipe d'Angleterre, ce qui donne lieu dans les tabloïds à de violentes réactions. Malgré des résultats mitigés à la coupe du monde de 2002 et au championnat d'Europe 2004, il reste sous contrat avec la fédération anglaise jusqu'en août 2006, soit la fin de la Coupe du monde 2006. Après celle-ci, il laisse les manettes à son assistant Steve McClaren. Il se fait prendre en 2006 dans une controverse entourant un journaliste s'étant fait passer pour un riche sheik arabe qui voulait acheter Aston Villa et qui aurait soutiré des informations embarrassantes pour le sélectionneur qui insultait ses joueurs.
Le 26 juin 2007, il est nommé entraîneur de Manchester City, puis après 1 an d'inactivité, il devient sélectionneur de l'équipe nationale du Mexique le 3 juin 2008, à la place d'Hugo Sánchez, remercié en mars. Enfin le 2 avril 2009, il est remercié de son poste de sélectionneur mexicain, par manque de résultats.
À la surprise générale, en juillet 2009, il devient manager général de Notts County, équipe anglaise évoluant alors en 4e division. À la suite de désaccords avec la nouvelle équipe dirigeante, il démissionne le 12 février 2010.
Fin mars 2010, après des mois d'atermoiements, le technicien suédois est nommé à la tête de la Côte d'Ivoire jusqu'au Mondial 2010.
Il est nommé en octobre 2010 nouveau manager du club de Leicester City en remplacement de Paulo Sousa à la suite du mauvais début de saison du club. Pourtant, le club termine la saison 2010-2011 à la 10e place et, la saison suivante, alors que le Leicester pointe à la 13e place, malgré les intentions de promotion, et après une déroute à domicile face à Millwall 0-3, Eriksson quitte son poste le 25 octobre 2011 par accord des deux parties.
Il connaît sa première expérience asiatique lorsqu'il est nommé entraîneur du BEC Tero Sasana le 3 septembre 2012.
En octobre 2018, après un an d'inactivité, il devient sélectionneur des Philippines. Après trois matchs, pour autant de défaites, il quitte ses fonctions en janvier 2019.
En janvier 2024, il déclare souffrir d'un cancer du pancréas. Deux mois plus tard, il réalise « son rêve » en entraînant le club anglais de Liverpool FC, lors d'un match de charité face l'Ajax Amsterdam.

## Carrière

### Carrière d'entraîneur
| Saison               | Club                                              | Pays       |
| 1977-1978            | Degerfors IF (entraîneur adjoint depuis 1976), D1 | Suède      |
| 1979-1982            | IFK Göteborg, D1                                  | Suède      |
| 1982-1984            | Benfica, D1                                       | Portugal   |
| 1984-1987            | AS Rome, D1                                       | Italie     |
| 1987-1989            | AC Fiorentina, D1                                 | Italie     |
| 1989-1992            | Benfica, D1                                       | Portugal   |
| 1992-1997            | Sampdoria, D1                                     | Italie     |
| 1997-2001            | Lazio Rome, D1                                    | Italie     |
| 2007-2008            | Manchester City, D1                               | Angleterre |
| 2009-fév. 2010       | Notts County, D4                                  | Angleterre |
| oct. 2010-oct. 2011  | Leicester City, D2                                | Angleterre |
| sept. 2012-déc. 2012 | BEC Tero Sasana, D1                               | Thaïlande  |
| 2013-déc. 2014       | Guangzhou R&F FC                                  | Chine      |
| nov. 2014-nov. 2016  | Shanghai SIPG                                     | Chine      |
| déc. 2016-dec. 2017  | Shenzhen Ruby FC                                  | Chine      |

### Carrière de sélectionneur
| Période                   | Pays          |
| ------------------------- | ------------- |
| 2001-2006                 | Angleterre    |
| 2008-avril 2009           | Mexique       |
| mars 2010-juin 2010       | Côte d'Ivoire |
| octobre 2018-janvier 2019 | Philippines   |

## Palmarès d'entraîneur

### En club
- Vainqueur de la Supercoupe d'Europe en 1999 avec la Lazio Rome
- Vainqueur de la Coupe d'Europe des Vainqueurs de Coupe en 1999 avec la Lazio Rome
- Vainqueur de la Coupe de l'UEFA en 1982 avec l'IFK Göteborg
- Champion de Suède en 1981 et 1982 avec l'IFK Göteborg
- Champion du Portugal en 1983, 1984 et 1991 avec le Benfica Lisbonne
- Champion d'Italie en 2000 avec la Lazio Rome
- Vainqueur de la Coupe de Suède en 1979 et 1982 avec l'IFK Göteborg
- Vainqueur de la coupe du Portugal en 1983 avec le Benfica Lisbonne
- Vainqueur de la Coupe d'Italie en 1986 avec l'AS Rome, en 1994 avec la Sampdoria Gênes, en 1998 et 2000 avec la Lazio Rome
- Vainqueur de la Supercoupe d'Italie en 1998 et en 2000 avec la Lazio Rome
- Finaliste de la Coupe d'Europe des Clubs Champions en 1990 avec le Benfica Lisbonne
- Finaliste de la Coupe de l'UEFA en 1983 avec le Benfica Lisbonne et en 1998 avec la Lazio Rome

### En tant que sélectionneur
- Quart de finaliste de la Coupe du monde 2002 avec l'Angleterre, défaite contre le Brésil 2 buts à 1
- Quart de finaliste de l'Euro 2004 avec l'Angleterre, défaite contre le Portugal aux tirs au but
- Quart de finaliste de la Coupe du monde 2006 avec l'Angleterre, défaite contre le Portugal aux tirs au but
- Demi-finaliste du Championnat d'Asie du Sud-Est de football avec les Philippines, défaite contre le Vietnam 2 buts à 1
- Meilleur entraîneur de l'année de Serie A en 2000